# Кила (Пиј де Дом)
Кила (фр. Culhat) је насељено место у Француској у региону Оверња, у департману Пиј де Дом.
По подацима из 2011. године у општини је живело 1025 становника, а густина насељености је износила 54,7 становника/km².

## Демографија
| 1962. | 1968. | 1975. | 1982. | 1990. | 1999. | 2011. |
| ----- | ----- | ----- | ----- | ----- | ----- | ----- |
| 755   | 737   | 708   | 718   | 849   | 849   | 1.025 |